# Cyclotrachelus
Cyclotrachelus is een geslacht van kevers uit de familie van de loopkevers (Carabidae). De wetenschappelijke naam van het geslacht is voor het eerst geldig gepubliceerd in 1838 door Chaudoir.

## Soorten
Het geslacht Cyclotrachelus omvat de volgende soorten:
- Cyclotrachelus alabamae (Vandyke, 1926)
- Cyclotrachelus alabamensis (Casey, 1920)
- Cyclotrachelus alternans (Casey, 1920)
- Cyclotrachelus approximatus (Leconte, 1848)
- Cyclotrachelus blatchleyi (Casey, 1918)
- Cyclotrachelus brevoorti (Leconte, 1848)
- Cyclotrachelus constrictus (Say, 1823)
- Cyclotrachelus convivus (Leconte, 1852)
- Cyclotrachelus dejeanellus (Csiki, 1930)
- Cyclotrachelus engelmani (Leconte, 1852)
- Cyclotrachelus faber (Germar, 1824)
- Cyclotrachelus floridensis (Freitag, 1969)
- Cyclotrachelus freitagi Bousquet, 1993
- Cyclotrachelus fucatus (Freitag, 1969)
- Cyclotrachelus furtivus (Leconte, 1852)
- Cyclotrachelus gigas (Casey, 1918)
- Cyclotrachelus gravesi (Freitag, 1969)
- Cyclotrachelus gravidus (Haldeman, 1853)
- Cyclotrachelus hernandensis (Vandyke, 1943)
- Cyclotrachelus heros (Say, 1823)
- Cyclotrachelus hypherpiformis (Freitag, 1969)
- Cyclotrachelus incisus (Leconte, 1848)
- Cyclotrachelus iowensis (Freitag, 1969)
- Cyclotrachelus iuvenis (Freitag, 1969)
- Cyclotrachelus laevipennis (Leconte, 1848)
- Cyclotrachelus levifaber (Freitag, 1969)
- Cyclotrachelus macrovulum (Freitag, 1969)
- Cyclotrachelus nonnitens (Leconte, 1873)
- Cyclotrachelus ovulum (Chaudoir, 1868)
- Cyclotrachelus parafaber (Freitag, 1969)
- Cyclotrachelus parasodalis (Freitag, 1969)
- Cyclotrachelus sallei (Leconte, 1873)
- Cyclotrachelus seximpressus (Leconte, 1848)
- Cyclotrachelus sigillatus (Say, 1823)
- Cyclotrachelus sinus (Freitag, 1969)
- Cyclotrachelus sodalis (Leconte, 1848)
- Cyclotrachelus spoliatus (Newman, 1838)
- Cyclotrachelus substriatus (Leconte, 1848)
- Cyclotrachelus texensis (Freitag, 1969)
- Cyclotrachelus torvus (Leconte, 1863)
- Cyclotrachelus unicolor (Say, 1823)
- Cyclotrachelus vinctus (Leconte, 1852)
- Cyclotrachelus whitcombi (Freitag, 1969)